# Tetris
Tetris (rusky Тетрис) je počítačová hra, kterou vyvinul roku 1984 ruský programátor a vývojář Alexej Pažitnov inspirován stolní hrou pentomino, když pracoval na moskevské akademii věd. Jméno vytvořil kombinací řeckého číselného prefixu tetra (hrací prvky jsou složeny ze čtyři segmentů) a slova tenis, což byl jeho oblíbený sport. První hratelnou verzi tetrisu dokončil Pažitnov 6. června 1984 pro sovětský počítač Elektronika 60. Jedná se o jednu z nejúspěšnějších her všech dob.
Tetris se díky jednoduchým a obecně srozumitelným pravidlům a softwarové i hardwarové nenáročnosti stal celosvětově nejrozšířenější počítačovou hrou. Základní nebo podobné verze (klony) se objevily téměř na každém přístroji, na kterém je možné hrát hry, neboť si vystačí i s malým a jednobarevným displejem. Dokonce byl použit i jako umělecký happening v podobě hry hrané na výškovém domě, kde jako obrazovka sloužila rozsvěcená okna. Odhady prodaných kopií hry se roku 2019 pohybovaly okolo 170 milionů kusů. Tetris tak byl nejprodávanější komerční hrou světa, dokud ho roku 2019 nepřekonal Minecraft.

## Historie

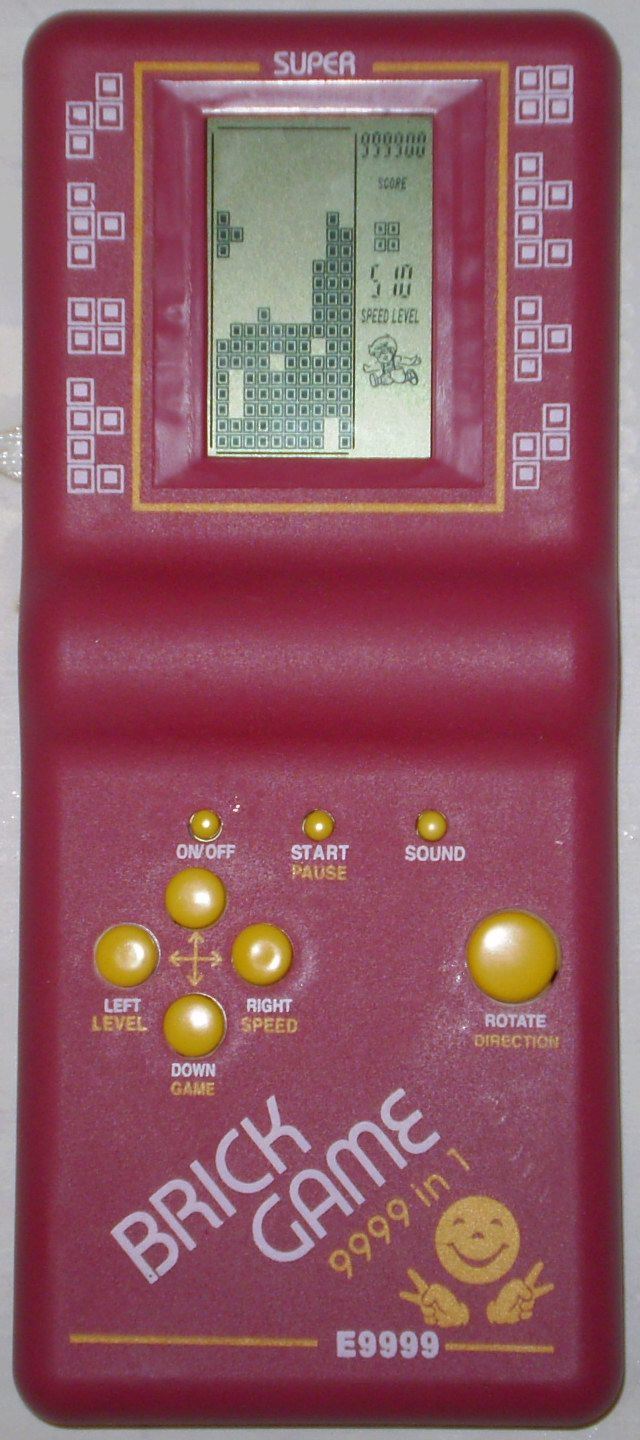
Tetris na čínské hře Brick Game

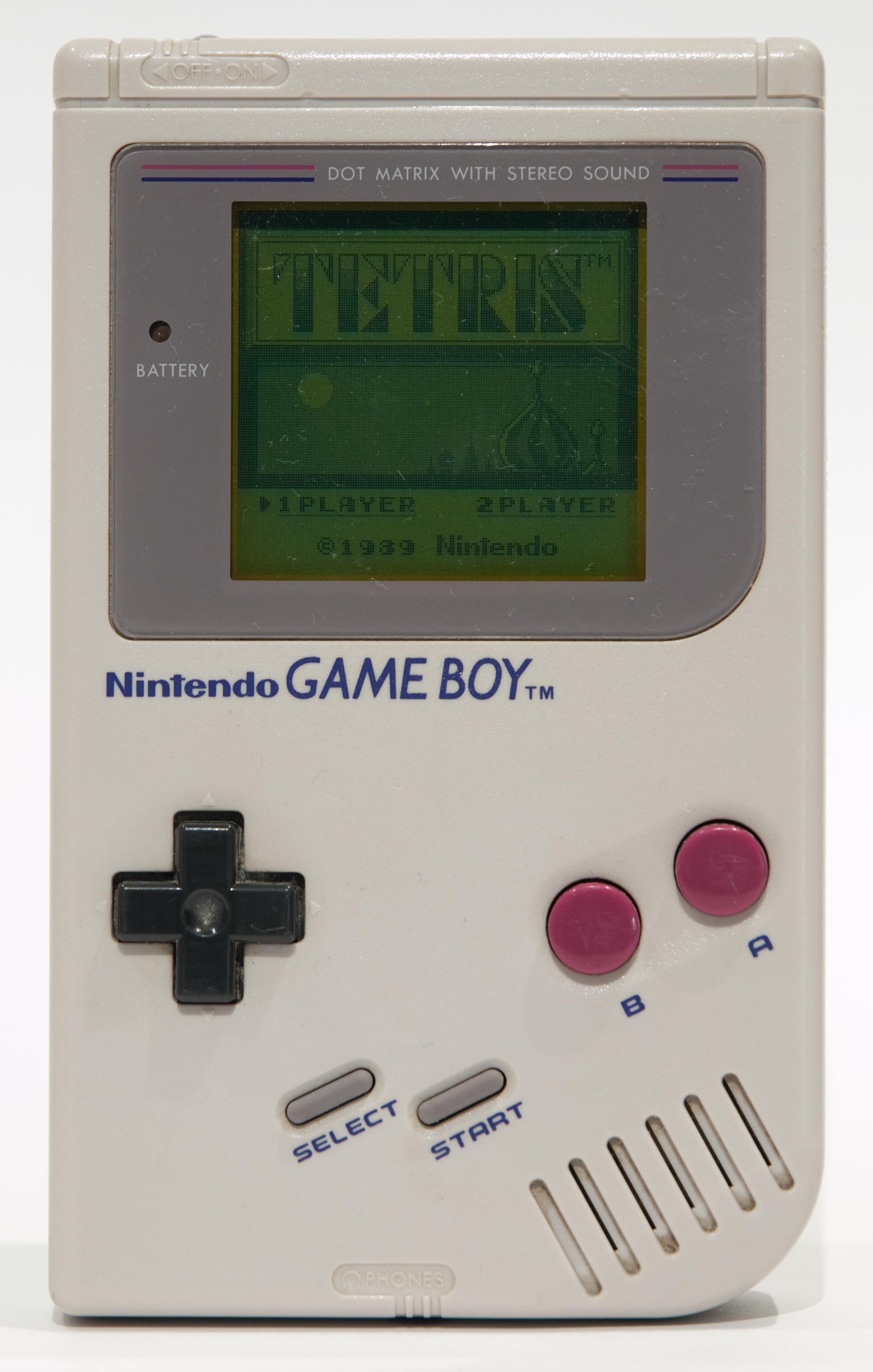
Tetris na Nintendo Game Boy

Pažitnov nejprve hru vyvinul pro sovětský počítač Elektronika 60 a v roce 1986 ji jeho kolega Vadim Gerasimov přizpůsobil pro DOS. Roku 1988 vyšla první komerční verze od britské firmy Mirrorsoft pro počítačové systémy Amiga, Amstrad CPC, Atari ST, BBC Micro, Acorn Electron, MSX a ZX Spectrum. Stejného roku její sesterská kalifornská firma Spectrum HoloByte vydala také další verzi pro DOS, s grafickým pozadím s ruskými scénami. Ve stejném roce ještě vyšla verze od japonské firmy Bullet-Proof pro systémy FM-7, MSX, NES, PC-88, PC-98, Sharp X1 a Sharp X68000. Roku 1988 také vychází verze od americké firmy Atari pro Nintendo NES a pro Arkádové automaty. Svojí verzi pro NES vydává Nintendo roku 1989.
Nejúspěšnější verze byly ty pro NES a verze od Spectrum HoloByte, ta byla také portovaná na počítače: Amiga, Apple II, Atari ST, Commodore 64, Macintosh, ZX Spectrum a Windows 3.11. Masivního rozšíření dosáhl Tetris v podobě přenosných konzolí, jako například čínské Brick Game a Nintendo Game Boy. Po několikaletých soudních sporech se práva vrátila v roce 1996 Pažitnovovi, který pro správu licencí spoluzaložil společnost Tetris Company. Hra byla dále portovaná pro nespočet platforem a Guinnessova kniha rekordů vede Tetris jako nejportovanější videohru v historii.

## Hra
Tetromina, neboli „kostky“ složené ze 4 čtverečků, padají po obrazovce a hráč je od dolního konce hrací plochy skládá do „zdi“. Může padající dílek posunovat po hrací ploše do stran a otáčet kolem osy, pro urychlení hry má také možnost dílek „pustit“ (aby hned spadl dolů), jakmile je optimálně nastaven. 
Zkompletovaný řádek (zaplněný bez mezer) zmizí, s čímž se pojí určitý bodový zisk. Hráč se takto snaží co nejdéle odmazávat řádky; hra končí, když zeď v nějakém bodě dostoupí horního okraje hrací plochy. Najednou mohou zmizet maximálně čtyři řádky, čehož lze dosáhnout jen dílkem I; takovýto tah se nazývá tetris.
Většinou má hráč možnost vidět na boku obrazovky, které tetromino (nebo i více) bude následovat, čehož může využít pro strategii budování zdi.
Zpravidla se s postupem hry zvyšuje rychlost padání kostek, což nakonec vede k tomu, že je hráč nestíhá optimálně umisťovat, ve zdi zůstávají uzavřené otvory bránící mizení řádků, a brzy je tak dosaženo vrcholu hrací plochy. Pokud by se rychlost nezvyšovala, bylo by teoreticky možné hrát jedno kolo nekonečně dlouho (podrobněji níže).

### Tetromina
V klasické hře existuje sedm různých hracích dílků či bloků, zvaných tetromina. Představují všechny možnosti, jak k sobě v ploše sestavit čtyři čtverce, přičemž dvě dvojice jsou jen zrcadlovou obměnou. Podle písmen, která připomínají, se nazývají I, O (čtvercový blok), T, J, L, S a Z.

### Otázka možného hraní do nekonečna
Tetris sám o sobě nelze „vyhrát“, cílem je vydržet hrát co nejdéle, resp. získat co nejvíce bodů. Zpravidla hráči končí hru, neboť se nemohou již déle vyrovnat s narůstající rychlostí pádu dílků, případně proto, že některé implementace nejsou dostatečně citlivé na ovládání, aby mohl hráč zasunout dílek na požadované místo, čímž nevyhnutelně vznikají mezery v řádcích.
Pokud by se ale rychlost a tedy obtížnost v čase nezvyšovala, vyvstává otázka, zda by bylo teoreticky možné hrát jednu hru nekonečně dlouho. V článcích zabývajících se tímto tématem  byla vyslovena teorie, že i tak může nastat neřešitelná situace; konkrétně je problém s tetrominy S a Z. Tyto dílky nedokážou beze zbytku složit obdélník (tedy ani řádek) a pokud padá dlouhá sekvence složená pouze z nich, není možné zaplňovat všechny mezery v řádku a hra nakonec nevyhnutelně končí, i když se rychlost padání nezvyšuje. Taková situace je velmi nepravděpodobná, ale jelikož by se dílky měly střídat náhodně, může teoreticky nastat. Prakticky ovšem téměř jistě nenastane, neboť pravděpodobnost, že se tak stane je příliš nízká.
V teoretické implementaci s náhodnými čísly by pravděpodobnost, že padne za sebou 150 dílků, které budou mít vždy tvar písmen Z nebo S, činila 1 : (7/2)150
(tedy přibližně: 1 : 4×1081).
Na konci roku 2023 se Willisu Gibsonovi podařilo „vyhrát“ tetris na NES (Nintendo Entertainment System) tak, že hrál až do doby, kdy se hra zasekla. To se do té doby žádnému člověku nepovedlo, přestože Tetris na NES byl vydán v roce 1989.

### Pojetí gravitace
Když je vymazána řada, výše položené řádky klesnou níže. Ve většině verzí tetrisu se celý blok jednoduše posune o jeden řádek (nebo více) dolů. Tento výsledek se však nechová jako gravitace v reálném světě, jednotlivé dílky (nebo jejich zbytky) by správně měly padat dále, pokud nejsou o nic zapřené. Podle názoru mnoha uživatelů však tato vlastnost, zvaná naivní gravitace, není špatná a naopak přispívá k lepší hratelnosti. Je také výpočetně jednodušší. 
Pokud zeď v celku nedrží a při klesání se rozpadá (jako například v Quadře), je možné najednou zkompletovat i více řádků než čtyři. Po zničení řádku se uvolní dílek nebo jeho zbytek, který propadne níže a zkompletuje další řádek. Kvůli vyššímu bodování za vícenásobná mazání jsou pak hráči motivováni stavět vysoké zdi s dírami a až ty pak najednou ničit až k základům. Pro začínajícího hráče to je však poměrně riskantní.

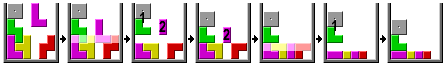
Gravitace ve hře Tetris

### Systém bodování
U většiny variací jsou lépe hodnocena víceřádková doplnění, neboť je těžší jich docílit.
Následující tabulky ukazují počet bodů odpovídající počtu zničených řádek (1-4) a úrovni hry (n-tá úroveň):
| Počet odbouraných řad | Vzorec        |
| --------------------- | ------------- |
| Jedna                 | n*40 + 40     |
| Dvě                   | n*100 + 100   |
| Tři                   | n*300 + 300   |
| Čtyři (tetris)        | n*1200 + 1200 |

| Počet odbouraných řad | Kolo | Kolo | Kolo | Kolo | Kolo | Kolo | Kolo | Kolo | Kolo  | Kolo  | Kolo  |
| --------------------- | ---- | ---- | ---- | ---- | ---- | ---- | ---- | ---- | ----- | ----- | ----- |
| Počet odbouraných řad | 00   | 01   | 02   | 03   | 04   | 05   | 06   | 07   | 08    | 09    | 10    |
| Jedna                 | 40   | 80   | 120  | 160  | 200  | 240  | 280  | 320  | 360   | 400   | 440   |
| Dvě                   | 100  | 200  | 300  | 400  | 500  | 600  | 700  | 800  | 900   | 1000  | 1100  |
| Tři                   | 300  | 600  | 900  | 1200 | 1500 | 1800 | 2100 | 2400 | 2700  | 3000  | 3300  |
| Čtyři (tetris)        | 1200 | 2400 | 3600 | 4800 | 6000 | 7200 | 8400 | 9600 | 10800 | 12000 | 13200 |

Tento systém motivuje ke strategii budování vyšších zdí s jednosloupcovou mezerou pro zasunutí dílku tvaru I a dosažení tahu tetris. S tím se však pojí riziko, že tetromino I se neobjeví včas a dříve hráč udělá chybný tah, na jehož řešení nebude mít ve vyšších řádcích pole dost prostoru a hra skončí.

## Mistrovství světa
Vrcholnou světovou soutěží v Tetrisu je Classic Tetris World Championship (CTWC) pořádaný od roku 2010 na Nintendo NES a většinou konaný v prostorách Oregon Convention Center (výstaviště) v Portlandu. Účastníci, kteří uspějí v kvalifikaci, projdou do vyřazovací fáze, kde se utkávají dva hráči na tři vítězná kola. Hrají oba zároveň, přičemž kolo může skončit třemi způsoby:
- a) hráč A má ukončenu hru (dostoupí na horní okraj hrací plochy) dříve než hráč B, přičemž má v tu chvíli dosaženo méně bodů – bod získává hráč B.
- b) hráč A má ukončenu hru dříve než hráč B, ale má v tu chvíli více bodů – hráč B pokračuje sám ve hře a podaří se mu počet bodů hráče A překonat – bod získává hráč B.
- c) hráč A má ukončenu hru dříve než hráč B a má v tu chvíli více bodů – hráč B pokračuje, ale nedokáže ho bodově překonat před ukončením své hry – bod získává hráč A.

## Hudba
Nejstarší verze Tetrisu neměly žádnou hudbu. Verze pro Nintendo NES obsahuje dvě vlastní skladby a skladbu „Tanec víly cukrové švestky“ z Louskáčka, který složil Petr Iljič Čajkovskij. Verze pro Nintendo Game Boy obsahuje tři hudební skladby: „Korobeiniki“ (ruská lidová píseň z devatenáctého století), Bachovu Francouzskou suitu č.3 a jednu vlastní. Skladba „Korobeiniki“ se poté používala ve většině novějších verzí hry a objevila se v dalších hudebních albech a filmech, které odkazují na Tetris. Například mix od Doktora Spina z roku 1992 dosáhl příčky 6 na britském hudebním žebříčku.

## Odvozené varianty

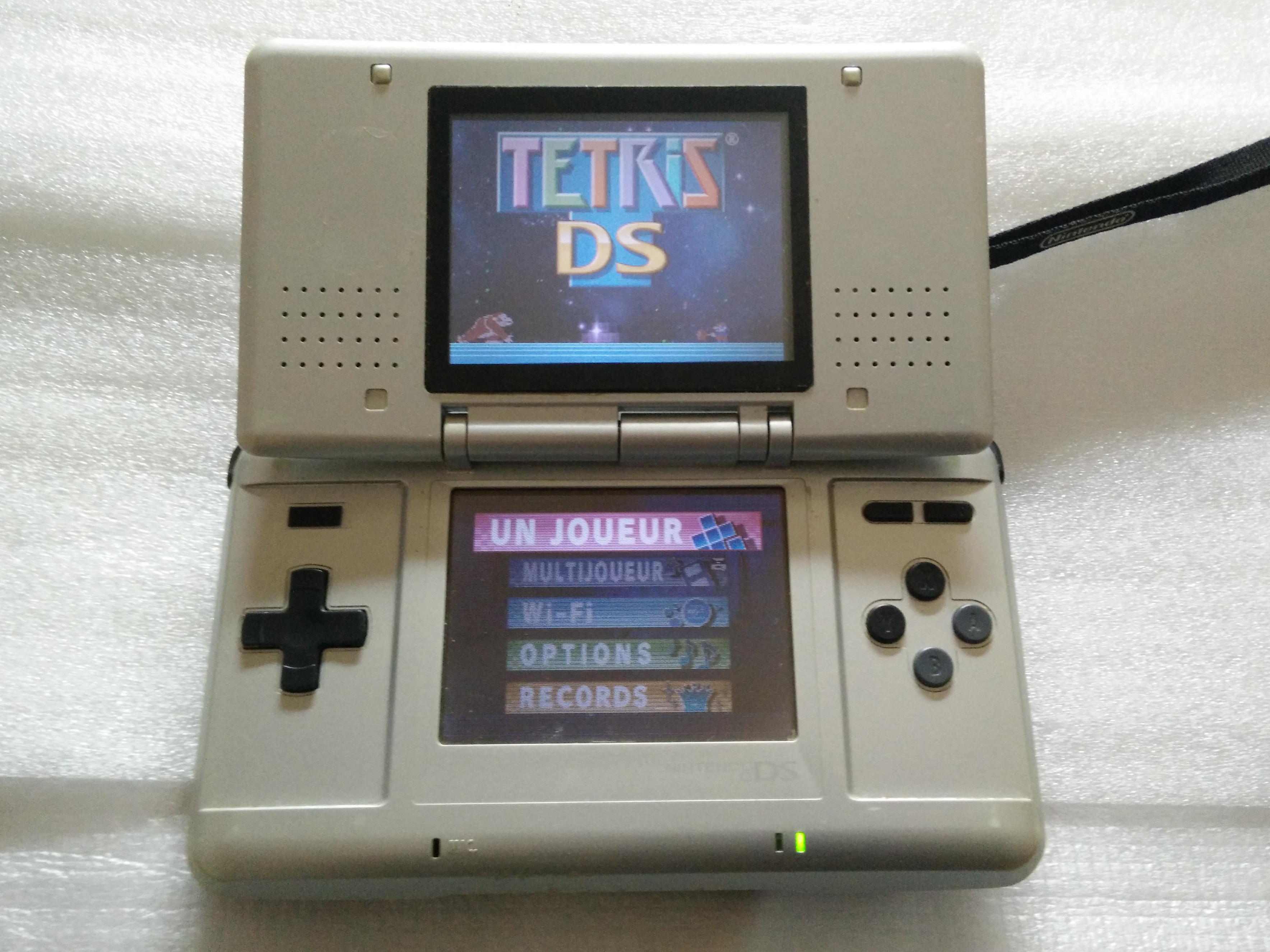
Tetris na Nintendo DS

- Archeomania – hra Tetris, která navíc obsahuje dívku, kterou je nutno zachránit. Dívka se pohybuje po připravených blocích, které je nutné postupně odmazat tak, aby se dívka dotkla země, než na ni spadne závaží.[10]
- Galois – rozšíření, ve kterém se padající objekty mohou skládat i z jiného počtu prvků než čtyři.[11] Možný je výběr z několika tvarů částí (kromě čtvercových i šestiúhelníkové a trojúhelníkové), počet částí padajících objektů není omezen na čtyři, ale může být větší nebo menší, a je možný výběr mezi hrou ve 2D a ve 3D.[12]
- Lemris – varianta obohacená o lumíky ze hry Lemmings
- Letris – jako padající objekty jsou samostatné čtverce s písmeny, cílem hry je složit předepsané slovo.
- Tetris Friends – Jediná oficiální flash verze hry Tetris. Hra umožňovala vzájemné porovnávání nahraného skóre mezi přáteli.[13]
- Tetris 2 – hra Tetris umožňující současnou hru dvou hráčů, kromě klasického herního režimu má i režim, kdy místo pouhého „odmazávání“ řádků hráč(i) plní předepsané úkoly.
- Tetris 99 – Varianta hry Tetris určená pro 99 současně hrajících hráčů.[13]
- Yetris – hra Teris pro příkazový řádek Linuxu i Windows, zobrazuje příštích 6 dílků které hráč dostane[14]
- 3D Tetris – různé verze převedené z plochy na trojrozměrný prostor, např.:
  - Blockout – hrací dílky jsou trojrozměrné objekty složené z krychliček. Rozměry hracího prostoru jsou volitelné, od 3x3x6 po 5x5x18, tři volitelné úrovně má i komplexnost kostek. Kostky zvolna padají do hracího prostoru, jakési virtuální jámy. Situace se hráči prezentuje perspektivním pohledem ve směru padajících kostek na dno. Padající kostky jsou vykresleny jen jako drátový model, aby hráč skrze ně viděl do hracího prostoru, po dopadu se „zafixují“ a zneprůhlední. Hráč může padající kostky během pádu otáčet podle všech tří os a posouvat podle dvou os, případně uvolnit a nechat dopadnout ihned. Vyšší vrstvy zafixovaného materiálu překrývají spodní, hráč tedy nevidí případné zakryté díry a má-li být ve hře úspěšný, musí si do jisté míry pamatovat, kde nechal díry. Zaplnění všech krychliček v jedné vodorovné vrstvě funguje stejně jako ve 2D tetrisu – celá vrstva zmizí.
  - Galois – viz výše
  - Welltris – hra typu Tetris, která se odehrává na stěnách a dně trojrozměrné krychle („studny“ – angl. well)[15]